# Antoon van Stralen

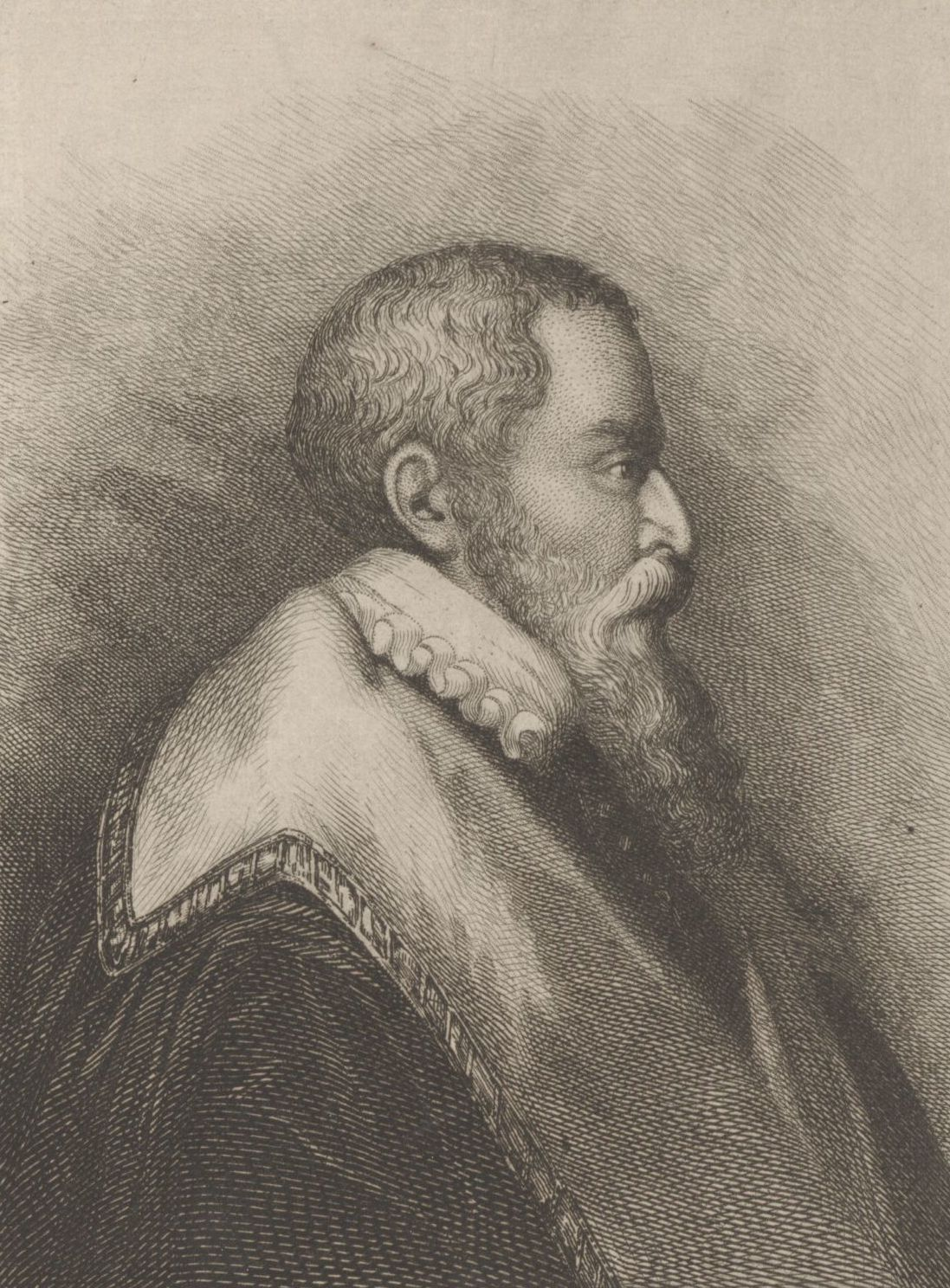
Antoon van Stralen

Antoon van Stralen (1521 - Vilvoorde, 24 september 1568) was in het midden van de 16e eeuw een aantal jaren burgemeester van Antwerpen. 
Hij werd geboren als zoon van Gosewijn van Stralen en Anna Draeck. Van 1552 tot 1567 zat Antoon in het Antwerpse stadsbestuur. In de jaren 1555 - 1557, 1561 en 1565 stond hij bekend als de burgemeester van Antwerpen en in de overige jaren was hij een schepen van Antwerpen. De Antwerpse Van Stralenstraat is naar hem vernoemd.
In 1567, in de nasleep van de Beeldenstorm, sloeg Van Stralen op de vlucht naar Duitsland, maar op 9 september werd hij op last van de hertog van Alva door graaf Lodron tussen Antwerpen en Lier in zijn vlucht gevat. Tot 25 september werd hij in Lier gevangen gehouden. Vervolgens werd hij overgebracht naar de Brusselse gevangenis aan de Treurenberg. In februari 1568 werd hij overgebracht naar het kasteel van Vilvoorde om te verschijnen voor de pas opgerichte Raad van Beroerten. Na martelingen werd hij veroordeeld tot verbeurdverklaring van zijn eigendommen en de dood met het zwaard. Het vonnis werd op 24 september 1568 in het Kasteel van Vilvoorde voltrokken. Dit wekte in Antwerpen grote verontwaardiging op. Veel kooplieden en vooraanstaande burgers verlieten definitief de stad.